# Caradrina aspersa
Caradrina aspersa är en fjärilsart som beskrevs av Jules Pièrre Rambur 1834. Caradrina aspersa ingår i släktet Caradrina och familjen nattflyn. Inga underarter finns listade i Catalogue of Life.